# Реальность (фильм)
«Реальность» (англ. Reality) — итальянский драматический фильм режиссёра Маттео Гарроне. Фильм получил Гран-при на Каннском кинофестивале в 2012 году, а также был номинирован на «Золотую пальмовую ветвь».
Съемки проходили в Неаполе и Риме.

## Сюжет
Лучано, торговец рыбой из Неаполя, глава большого семейства, энергичный, веселый парень, по натуре комик. Он никогда не упускает возможности устроить представление для своих покупателей и многочисленных родственников. Однажды детям приходит в голову, что их талантливый папа мог бы стать участником реалити-шоу «Большой брат». И они убеждают его в этом.
Телереальность и мечта «попасть в телевизор» абсолютно меняют жизнь Лучано. Больше ничто не имеет для него значения — ни жена, ни семья, ни друзья, ни работа…

## В ролях
| Актёр            | Роль        |
| ---------------- | ----------- |
| Аньелло Арена    | Лучано      |
| Лоредана Симиоли | Мария       |
| Нандо Паоне      | Микеле      |
| Грациелла Марина | мать Лучано |

## Критика
Фильм получил положительные отзывы кинокритиков. На сайте Rotten Tomatoes фильм имеет рейтинг 80 % на основе 76 рецензий со средним баллом 7 из 10. На сайте Metacritic фильм имеет оценку 76 из 100 на основе 21 рецензии критиков, что соответствует статусу «в целом положительные отзывы».